# Molophilus mongana
Molophilus mongana là một loài ruồi trong họ Limoniidae. Chúng phân bố ở miền Australasia.